# Super Trouper
Pour les articles homonymes, voir Super Trouper (homonymie).
Cet article concerne l'album. Pour la chanson du même nom, voir Super Trouper (chanson).
Albums de ABBA
Voulez-Vous
(1979) The Visitors
(1981)
Singles
1. The Winner Takes It All
Sortie : 21 juillet 1980
2. On and On and On
Sortie : septembre 1980
3. Super Trouper
Sortie : 3 novembre 1980
4. Happy New Year
Sortie : 15 décembre 1980
5. Andante, Andante (en)
Sortie : février 1981
6. Lay All Your Love on Me
Sortie : 3 juillet 1981

Super Trouper est le septième album studio du groupe de pop suédois ABBA, sorti le 3 novembre 1980.
Soutenu par le succès des 45 tours The Winner Takes It All et Super Trouper, il sera le septième album du groupe à atteindre la première place des charts anglais.
L'album a été édité en CD en 1983, 1997, 2001 et est inclus dans l'intégrale du groupe sortie en 2005 The Complete Studio Recordings (en).

## Contexte

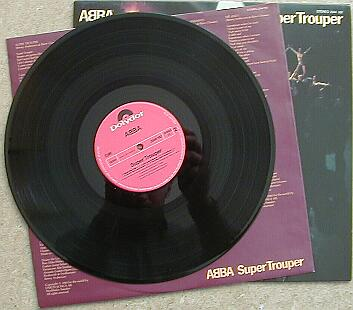
Un exemplaire du disque 33 tours de Super Trouper sorti en 1980.

Le divorce de Björn Ulvaeus et Agnetha Fältskog l'année précédente est abordé dans The Winner Takes It All, le premier single de l'album, et la vie des membres dans les cercles de la haute société de Stockholm est décrite dans les paroles de On and On and On. Parmi les autres chansons de l'album, on trouve le single à succès Super Trouper, ainsi que la chanson dance Lay All Your Love on Me.
Probablement en raison du contrecoup du disco à cette époque, l'album a vu ABBA revenir à un son plus pop, par opposition à l'album précédent Voulez-Vous qui est sensiblement plus orienté disco. L'album se termine par The Way Old Friends Do, qui a été enregistré en direct un an plus tôt lors de leur tournée de 1979. Bien qu'elle ne soit pas sortie en single avec cet album, la chanson est sortie plus tard en single en 1992 pour promouvoir la compilation More ABBA Gold: More ABBA Hits.

## Titre et pochette
Le titre de l'album provient de la marque de projecteurs Super Trouper, qui sont des projecteurs directionnels utilisés pour suivre un artiste sur scène.
Le concepteur de la pochette de l'album, Rune Söderqvist, a décidé d'utiliser le thème des projecteurs et de photographier le groupe, entouré d'artistes de cirque, à Piccadilly Circus, à Londres. Après avoir découvert qu'une loi interdisait à tout artiste ou animal d'apparaître dans le centre de Londres, ils ont invité les membres de deux cirques locaux à Europa Film Studios, à Stockholm, pour prendre la photo sur place. Plusieurs amis d'ABBA ont également été invités à participer et les personnes suivantes apparaissent également sur la couverture, notamment : Görel Hanser (vice-présidente de Polar Music, qui a ensuite épousé le photographe du groupe, Anders Hanser), Berka Bergkvist (une autre employée de Polar Music), Tomas Ledin et Anders Anderson (le fils du manager d'ABBA). À la même époque, Lasse Hallström a également filmé des scènes qui ont ensuite été utilisées dans les clips vidéo de Happy New Year, Felicidad et Super Trouper, même si cette dernière n'avait pas encore été composée à l'époque.

## Réception

### Accueil critique
L'album a reçu un accueil favorable de la part des critiques musicaux. William Ruhlmann du site AllMusic a donné à l'album quatre étoiles sur cinq et a noté que « Super Trouper trouve ABBA, toujours conscient des tendances, prenant en compte le passage du disco et revenant au son pop/rock typique de leurs premiers albums » et que l'album inclut « une quantité inhabituelle de ce qui semblait être un réel malheur à travers leur musique pop ». Douglas Wolk du magazine Blender a donné à l'album quatre étoiles sur cinq et a écrit que bien qu'il montre certains « côtés sombres » du groupe comme « le ras-le-bol du show business » et le divorce d'Agnetha et de Björn et il ajoute que l'album contient « beaucoup de joie comme la chanson Lay All Your Love on Me ». Christopher Thelen, du Daily Vault, écrit « quoi qu'il arrive au groupe, en interne ou en externe, ils ont été capables de le prendre et d'y mettre la meilleure touche créative possible. Le résultat est probablement leur meilleur album ». L'homologue allemand du magazine Rolling Stone et The Rolling Stone Album Guide ont tous deux attribué quatre étoiles sur cinq à l'album,, tandis que le magazine Smash Hits et Encyclopedia of Popular Music ont donné à l'album des critiques mitigées,.

### Accueil commercial
Mené par le single à succes The Winner Takes It All sorti en juillet 1980, Super Trouper est sorti en novembre 1980 et devient le sixième album du groupe à se classer en première position du Albums Chart au Royaume-Uni. Il a également atteint la première place des classements de ventes en Allemagne de l'Ouest, en Belgique, en Finlande, en Norvège, aux Pays-Bas et en Suède. Il a également été l'album le plus vendu en Grande-Bretagne de 1980.

## Rééditions
Après sa sortie en disque microsillon, cassette audio ainsi qu'en cartouche 8 pistes aux États-Unis, l'album a été édité en CD pour la première fois en 1983 par Polar Music International et Polydor et à la fin des années 1980 aux États-Unis par Atlantic Records. L'album a été remasterisé numériquement à quatre reprises : en 1997, puis en 2001, à nouveau en 2005 dans le cadre du coffret The Complete Studio Recordings (en) et en 2011 en tant qu'édition « de luxe » (contenant un DVD en bonus).

## Liste des pistes
Toutes les chansons sont écrites et composées par Björn Ulvaeus et Benny Andersson.
| 1. | Super Trouper           | 4:13 |
| 2. | The Winner Takes It All | 4:55 |
| 3. | On and On and On        | 3:41 |
| 4. | Andante, Andante (en)   | 4:38 |
| 5. | Me and I (en)           | 4:53 |

| 1. | Happy New Year                                                                         | 4:24 |
| 2. | Our Last Summer (en)                                                                   | 4:18 |
| 3. | The Piper (en)                                                                         | 3:25 |
| 4. | Lay All Your Love on Me                                                                | 4:33 |
| 5. | The Way Old Friends Do (enregistré en public au Wembley Arena, Londres, novembre 1979) | 2:53 |

| 11. | Gimme! Gimme! Gimme! (A Man After Midnight) | 4:53 |
| 12. | Elaine                                      | 3:44 |
| 13. | Put On Your White Sombrero                  | 4:34 |

| 11. | Elaine                     | 3:44 |
| 12. | Put On Your White Sombrero | 4:34 |

## Singles
Six chansons de l'album seront extraites en single, dont quatre à titre limité ou promotionnel :
1. The Winner Takes It All / Elaine (UK #1, US #8) ;
2. On and On and On / The Piper (Australie #9) (sortie limitée) ;
3. Super Trouper / The Piper (UK #1, US #45) ;
4. Happy New Year / Andante, Andante (sortie limitée) et Felicidad / Super Trouper (Argentine #5) ;
5. Andante, Andante / The Piper (sortie limitée) ;
6. Lay All Your Love on Me / On and On and On (UK #7, US dance chart #1) (sortie limitée).

La chanson Happy New Year a été éditée à plusieurs reprises en single depuis sa création (dans certains pays en 1980, 1999, 2008) et a atteint le top 5 en Norvège et Suède au début de l'année 2009.

## Pistes hors-album
- Elaine

Une chanson enregistrée en 1980 et sortie en tant que face B du single The Winner Takes It All.
- Put On Your White Sombrero

Une chanson basée sur la valse avec un son latino-américain enregistré en 1980 avec la voix principale d'Anni-Frid Lyngstad. La chanson a été remplacée à un stade tardif par le morceau principal de cet album, Super Trouper. L'arrangement de Put On Your White Sombrero a ensuite été remodelé en une nouvelle chanson d'ABBA, Cassandra, qui est apparue sur la face B de The Day Before You Came. La chanson est restée inédite jusqu'en 1994.

## Crédits
| ABBA - Benny Andersson : claviers, chant - Agnetha Fältskog : chant - Anni-Frid Lyngstad : chant - Björn Ulvaeus : guitare, chant Musiciens supplémentaires - Ola Brunkert : batterie - Lars Carlsson : cor - Anders Glenmark : guitare - Rutger Gunnarsson : basse, guitare - Janne Kling : flûte, saxophone - Per Lindvall : batterie - Janne Schaffer : guitare - Åke Sundqvist : percussions - Mike Watson : basse - Lasse Wellander : guitare - Kajtek Wojciechowski : saxophone | Production - Producteurs : Benny Andersson, Björn Ulvaeus - Ingénieur du son : Michael B. Tretow - Arrangeurs : Benny Andersson, Björn Ulvaeus - Conception : Rune Söderqvist - Ré-édition de 1997 : Jon Astley et Tim Young avec Michael B. Tretow - Ré-édition de 2001 : Jon Astley avec Michael B. Tretow - Ré-édition de 2005, coffret complet de tous les enregistrements studio : Henrik Jonsson |

## Classements et certifications

### Classements
| Classement (1980-82)                 | Meilleure position |
| ------------------------------------ | ------------------ |
| Allemagne de l'Ouest (Media Control) | 1                  |
| Argentine (CAPIF)                    | 2                  |
| Australie (Kent Music Report)        | 5                  |
| Autriche (Ö3 Austria Top 40)         | 3                  |
| Belgique (Humo)                      | 1                  |
| Canada (RPM Top Albums)              | 6                  |
| États-Unis (Billboard 200)           | 17                 |
| France (SNEP)                        | 4                  |
| Italie (Musica e dischi)             | 10                 |
| Japon (Oricon)                       | 8                  |
| Norvège (VG-lista)                   | 1                  |
| Nouvelle-Zélande (RIANZ)             | 5                  |
| Pays-Bas (Mega Album Top 100)        | 1                  |
| Royaume-Uni (UK Albums Chart)        | 1                  |
| Suède (Sverigetopplistan)            | 1                  |
| Suisse (Schweizer Hitparade)         | 1                  |

| Classement (2018–21)          | Meilleure position |
| ----------------------------- | ------------------ |
| Allemagne (GfK Entertainment) | 32                 |
| Belgique (Flandre Ultratop)   | 52                 |
| Belgique (Wallonie Ultratop)  | 178                |
| Norvège (VG-lista)            | 38                 |
| Pays-Bas (Mega Album Top 100) | 52                 |
| Suède (Sverigetopplistan)     | 12                 |

| Classement (1980)              | Position |
| ------------------------------ | -------- |
| France (SNEP)                  | 40       |
| Pays-Bas (Nationale Hitparade) | 5        |
| Royaume-Uni (UK Albums Chart)  | 1        |

| Classement (1981)                    | Position |
| ------------------------------------ | -------- |
| Allemagne de l'Ouest (Media Control) | 2        |
| Australie (Kent Music Report)        | 43       |
| Autriche (Ö3 Austria Top 40)         | 4        |
| Canada Canadian Albums Chart         | 30       |
| États-Unis (Billboard 200)           | 33       |
| Pays-Bas (Nationale Hitparade)       | 29       |
| Italie (Musica e dischi)             | 37       |
| Japon (Oricon)                       | 41       |

| Classement (1980-1989)       | Position |
| ---------------------------- | -------- |
| Autriche (Ö3 Austria Top 40) | 45       |

### Certifications et ventes
| Pays                                                                                                   | Certification | Ventes certifiées |
| --- | ------------- | ----------------- |
| Allemagne (BM)                                                                                         | 2 × Platine   | 1 000 000^        |
| Australie (ARIA)                                                                                       | Platine       | 50 000^           |
| Brésil (ABPD)                                                                                          | Or            | 100 000*          |
| Danemark (IFPI Danmark)                                                                                | Or            | 10 000‡           |
| Espagne (Promusicae)                                                                                   | Platine       | 100 000           |
| États-Unis (RIAA)                                                                                      | Or            | 500 000^          |
| Finlande (IFPI)                                                                                        | Diamant       | 50 552            |
| France                                                                                                 | —             | 250 000           |
| Hong Kong (IFPI)                                                                                       | Platine       | 20 000*           |
| Royaume-Uni (BPI)                                                                                      | Platine       | 850 000           |
| Résumé                                                                                                 |               |                   |
| Monde                                                                                                  |               | 8 000 000         |
| *Ventes selon la certification ^Mise en rayon selon la certification xNon précisé par la certification |               |                   |

## Historique de sortie
| Région               | Date            | Format(s)                               | Édition          | Label                   | Réf.   |
| -------------------- | --------------- | --------------------------------------- | ---------------- | ----------------------- | ------ |
| Divers               | 3 novembre 1980 | - LP - cassette - cartouche huit-pistes | Standard         | - Polar - Polydor       | [ 27 ] |
| Allemagne de l'Ouest | 3 novembre 1980 | - LP - cassette - cartouche huit-pistes | Standard         | - Polar - Polydor       | [ 27 ] |
| Divers               | 24 mars 1997    | CD                                      | The Remasters    | Polydor                 | [ 27 ] |
| Divers               | 25 juin 2001    | CD                                      | Remastérisée     | Polar                   | [ 27 ] |
| Divers               | 6 mai 2011      | CD                                      | Deluxe           | Polar                   | [ 27 ] |
| Divers               | 9 août 2011     | Vinyle                                  | Remastérisée     | - Polar - Back to Black | [ 27 ] |
| Divers               | 30 octobre 2020 | Vinyle                                  | 40e anniversaire | Polar                   | [ 27 ] |